# 史和平
史和平（1955年2月—），男，江苏溧阳人，中华人民共和国政治人物。中南大学矿山系矿山测量专业毕业，北京科技大学社会科学系思想政治教育专业本科学历。

## 生平
1974年12月加入中国共产党。历任江苏省冶金工业厅人事教育处处长、厅长助理、副厅长，江苏省冶金资产管理公司董事长兼总经理，中共镇江市委副书记、代市长、市长、市委书记、市人大常委会主任等职。2008年1月当选江苏省人民政府副省长，同年3月不再担任镇江市委书记。2008年4月，升任江苏省副省长，主要分管工业、信息化、交通运输、国有资产管理等方面工作。2014年12月因昆山“8.2”特大爆炸事故而被记过。2015年2月1日，补选为江苏省第十二届人大常委会副主任。